# Morbid Angel
Morbid Angel är ett amerikanskt death metal-band som grundades 1984 av bland andra den ännu kvarvarande gitarristen och låtskrivaren Trey Azagthoth. De släppte sitt första fullängdsalbum, Altars of Madness, 1989 och gruppen bestod vid den tidpunkten av Azagthoth, David Vincent (bas och sång), Richard Brunelle (gitarr) och Pete Sandoval (trummor).
Morbid Angel ses som en av grundarna till genren death metal och de var ett av de första banden att använda sig av blast beats.

## Historia
Gruppen bildades 1984 av Trey Azagthoth. Efter att den Floridabaserade gruppen gjort några medlemsbyten spelade de året 1986 in de två demokassetterna Scream for Blasphemies och Bleed for the Devil. Azagthoths intresse för det ockulta, uråldrig magi och häxkonst speglades i bandets låttexter, och det musikaliska sammanhanget blev mörkare. 7"-singeln Thy Kingdom Come gavs ut 1988 i Europa och Morbid Angel bestod då av Trey Azagthoth på gitarr, Pete Sandoval på trummor, David Vincent på bas och sång och Richard Brunelle som andre gitarrist.
Albumet Altars of Madness gavs ut i maj 1989. Albumet, som spelades in i Morrisound Studios, landade på första plats på UK Independent Chart. Morbid Angel åkte följande vinter på turné, The Grindcrusher Tour, med Napalm Death, Bolt Thrower och Carcass. Morbid Angels andra album, Blessed are the Sick, släpptes 1991. Den mörka stämningen och de klassiska tonerna som finns på albumet kan förklaras genom att Azagthoth fått mycket inspiration från Mozart. Abominations of Desolation, gavs ut i september 1991 och innehöll osläppt material från tiden innan Altars of Madness-albumet. 
Morbid Angels fjärde album Covenant som gavs ut 1993, anses vara den mörkaste och det med mest satanistiska influenser som gruppen släppt. Gitarristen Richard Brunelle lämnade bandet 1992 och Azagthoth stod därmed för allt gitarrspel på skivan tillsammans med Sandoval på trummor och Vincent på sång och bas. Albumet innebar en stor framgång för gruppen, då plattan sålde över ett 127 000 exemplar över hela världen. När bandet reste över till Europa för att turnera engagerades Erik Rutan från Hate Eternal som andregitarrist. I musikvideon till "God Of Emptiness" visade Morbid Angel ett nytt element för extrem metal-genren, Trey Azagthoths sju-strängade gitarr. 
Albumet Domination släpptes i maj, 1995 och är bandets andra mest betydande skivsläpp. Erik Rutan, som endast varit livegitarrist tidigare, bidrog med kreativt material till albumet. Efter albumet hade släppts genomförde Morbid Angel en omfattande turné som sträckte sig över året 1995 och in på 1996. Gruppen startade turnén i sin hemstat Florida och de turnerade sedan genom USA och Europa. Det officiella livealbumet Entangled in Chaos spelades in under denna turné. 
Fullängdsalbumet Formulas Fatal to the Flesh gavs ut 1997 och lät inte riktigt som sina föregångare. David Vincent hade lämnat bandet, som med detta album presenterade sin nye basist och sångare, Steve Tucker. Låttexterna skrevs delvis på det utdöda språket sumeriska, och de tre F som inleder orden i albumtiteln representerar "vilddjurets tal", 666, då F är sjätte bokstaven i alfabetet. Med Steve Tucker släpptes även Gateways to Annihilation 2000 och Heretic 2003.
David Vincent återkom till gruppen som sångare och basist 2004. Sommaren 2008 spelade gruppen på ett antal scener i Europa, bland annat spelades låten "Nevermore" som släpptes på studioalbumet Illud Divinum Insanus 2011.

## Medlemmar
Nuvarande medlemmar
- Trey Azagthoth (George Michael Emmanuel III) – gitarr, keyboard (1983– )
- Steve Tucker – basgitarr, sång (1997–2001, 2003–2004, 2015– )
- Scott Fuller – trummor (2017– )
- Dan Vadim Von – gitarr (2017– )

Tidigare medlemmar
- Mike Browning – trummor, sång (1983–1986)
- Dallas Ward – sång, basgitarr (1983–1985)
- Terri Samuels – sång (1984)
- John Ortega – basgitarr (1985–1986)
- Richard Brunelle – gitarr (1985–1992; död 2019)
- Kenny Bamber – sång (1985)
- Von (Sterling Scarborough) – basgitarr (1986; död 2006)[8]
- Wayne Hartsell – trummor (1986–1988)
- Michael Manson – sång (1986)
- David Vincent (David Alexander Stopnig) – sång, basgitarr (1986–1996 2004–2015)
- Commando (Pete Sandoval) – trummor (1988–2013)
- Erik Rutan – gitarr (1993–1996, 1999–2002)
- Jared Anderson – basgitarr, sång (2001–2002; död 2006)[9]
- Destructhor (Thor Anders Myhren) – gitarr (2008–2015)
- Tim Yeung – trummor (2013–2015)

Turnerande medlemmar
- Richard Brunelle – gitarr (1994; död 2019)
- Erik Rutan – gitarr (1998, 2006)
- Tony Norman – gitarr (2002–2006)
- Tim Yeung – trummor (2010–2013)

## Diskografi
Demo
- 1986 – Scream Forth Blasphemies
- 1986 – Bleed for the Devil
- 1987 – Thy Kingdom Come
- 1995 – Domination Promo

Studioalbum
- 1989 – Altars of Madness
- 1991 – Blessed are the Sick
- 1991 – Abominations of Desolation
- 1993 – Covenant
- 1995 – Domination
- 1998 – Formulas Fatal to the Flesh
- 2000 – Gateways to Annihilation
- 2003 – Heretic
- 2011 – Illud Divinum Insanus
- 2017 – Kingdoms Disdained

Liveabum
- 1996 – Entangled in Chaos
- 2015 – Juvenilia

EP
- 1994 – Laibach Remixes
- 2017 – Complete Acid Terror

Singlar
- 1988 – "Thy Kingdom Come"
- 1993 – "Rapture"
- 2011 – "Nevermore"

Samlingsalbum
- 1999 – Love of Lava
- 2011 – MMXI
- 2012 – Illud Divinum Insanus - The Remixes
- 2016 – The Best of Morbid Angel